# جاده ۸۱ (ایران)
جاده ۸۱ جاده‌ای است که از شهر ساری در استان مازندران شروع و پس از عبور از شهر دامغان در استان سمنان و کویر مرکزی وارد استان یزد شده و در نزدیکی روستای رباط پشت بادام در شهرستان اردکان به پایان می‌رسد.